# Budkovce
Budkovce é um município da Eslováquia, situado no distrito de Michalovce, na região de Košice. Tem 19,84 km² de área e sua população em 2018 foi estimada em 1.526 habitantes.

## Demografia
| Ano:        | 1994 | 2004   | 2014   | 2024 |
| ----------- | ---- | ------ | ------ | ---- |
| Broj ljudi: | 1552 | 1476   | 1505   | 1505 |
| Razlika:    |      | -4,89% | +1,96% | +0%  |

| Ano:               | 2023 | 2024   |
| ------------------ | ---- | ------ |
| Número de pessoas: | 1490 | 1505   |
| Diferença:         |      | +1,00% |